# キエンスオン県
キエンスオン県（キエンスオンけん、ベトナム語：Huyện Kiến Xương / 縣建昌? ）は、ベトナムタイビン省の県。面積は199.2km²、人口は223,179人（2009年）である。

## 行政区画
1市鎮32社を管轄する。